# 硕花龙胆
硕花龙胆（学名：Gentiana amplicrater）为龙胆科龙胆属的植物。分布于尼泊尔、锡金以及中国大陆的西藏等地，生长于海拔3,900米至4,800米的地区，常生长在沼泽化草甸或山坡流水线处，目前尚未由人工引种栽培。